# 丁慰农别墅
36°03′04.5″N 120°20′46″E / 36.051250°N 120.34611°E
丁慰农别墅位于中国山东省青岛市市南区山海关路5号，建于1936年，现为全国重点文物保护单位青岛八大关近代建筑的子项。

## 历史
山海关路5号原业主为丁慰农，由茂康建筑事务所叶奎书、蒋振南设计，新慎记营造厂承建，1936年7月开工，同年10月竣工，建筑费用15000元。1939年曾经历较大规模改建。1948年《青岛市电话号簿》有山海关路5号丁慰农公馆之记载。1949年青岛解放以后，该楼改为青岛市人民政府交际处下属招待所用房。1957年7月在青岛召开的中共中央政治局会议及省市委书记会议期间，时任中央书记处总书记邓小平曾下榻该楼。也有记载称谭震林也曾在此下榻。2001年6月25日，该楼列入第五批全国重点文物保护单位青岛八大关近代建筑子项。

## 建筑特色

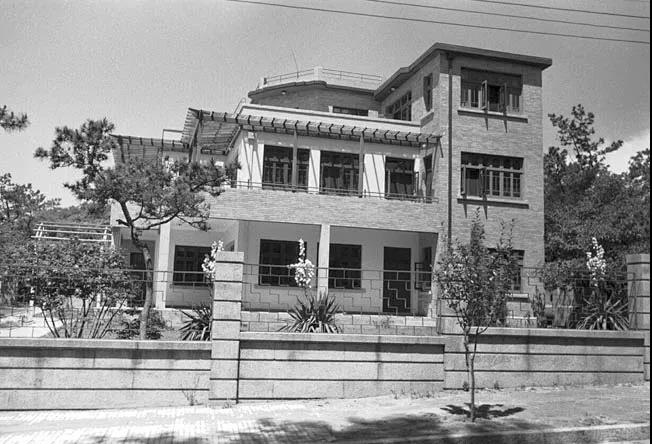
山海关路5号旧影，1958年同济大学教授金经昌带领学生在青岛调研测绘时摄

丁慰农别墅建筑面积约606平方米，砖石木混合结构，地上3层，局部有地下室，平面类似锯齿状，平屋顶。立面简洁，具有现代主义风格的特征，门窗排列规整，但整体表现比较生硬。墙面主主体为黄色素面砂浆饰面，墙脚及窗台为花岗岩砌筑。东侧、南侧二层为曲尺状露台，围墙加设铁艺栏杆，露台上搭木架雨棚。西北立面楼梯间上有两排逐级向上的窄窗，丰富了立面构图。